# Cosmos 133

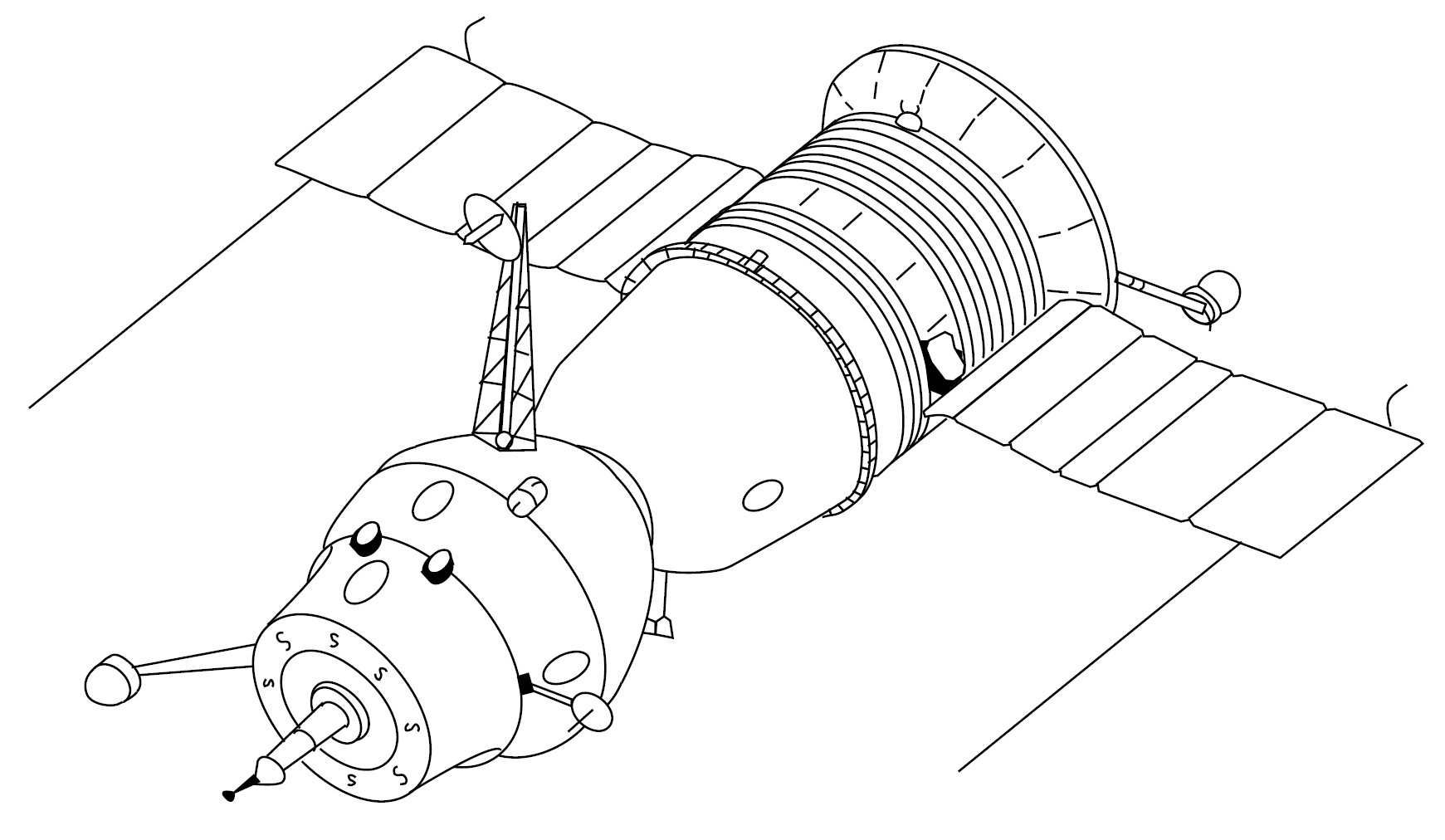
Diagrama de una nave Soyuz 7K-OK.

Cosmos 133 fue el nombre dado al primer lanzamiento de prueba no tripulado de una nave Soyuz 7K-OK, el 28 de noviembre de 1966 desde el cosmódromo de Baikonur. 
El lanzamiento tuvo lugar correctamente, a las 16:00 hora local, y la nave fue puesta en órbita baja terrestre con un perigeo de 179 km. A las 22:00 desde el control de tierra se determinó que, por razones desconocidas, la Soyuz 7K-OK había consumido prácticamente todo su propelente y estaba girando sobre sí misma a dos revoluciones por minuto. Con un perigeo tan bajo la vida orbital de la Soyuz se limitaba a 39 órbitas, así que se decidió que en la órbita número 13 se intentaría detener el giro con el propelente que quedaba y se enviarían los comandos para la reentrada en la órbita 16. Sin embargo no fue tras varios intentos fallidos y en la órbita 33 que se consiguió que la nave encendiese el motor para frenar y comenzar la reentrada. Debido a la falta de precisión en el encendido del motor se determinó que la nave probablemente había caído en China. Se supone que la nave detectó automáticamente el desvío de la trayectoria que debía seguir para caer en territorio soviético e inició la secuencia de autodestrucción el 30 de noviembre, explosionando varias docenas de kilogramos de explosivo dispuesto al efecto, pero se trata de un punto no aclarado. En cualquier caso nunca se encontró ningún resto de la Soyuz.